# Vievis

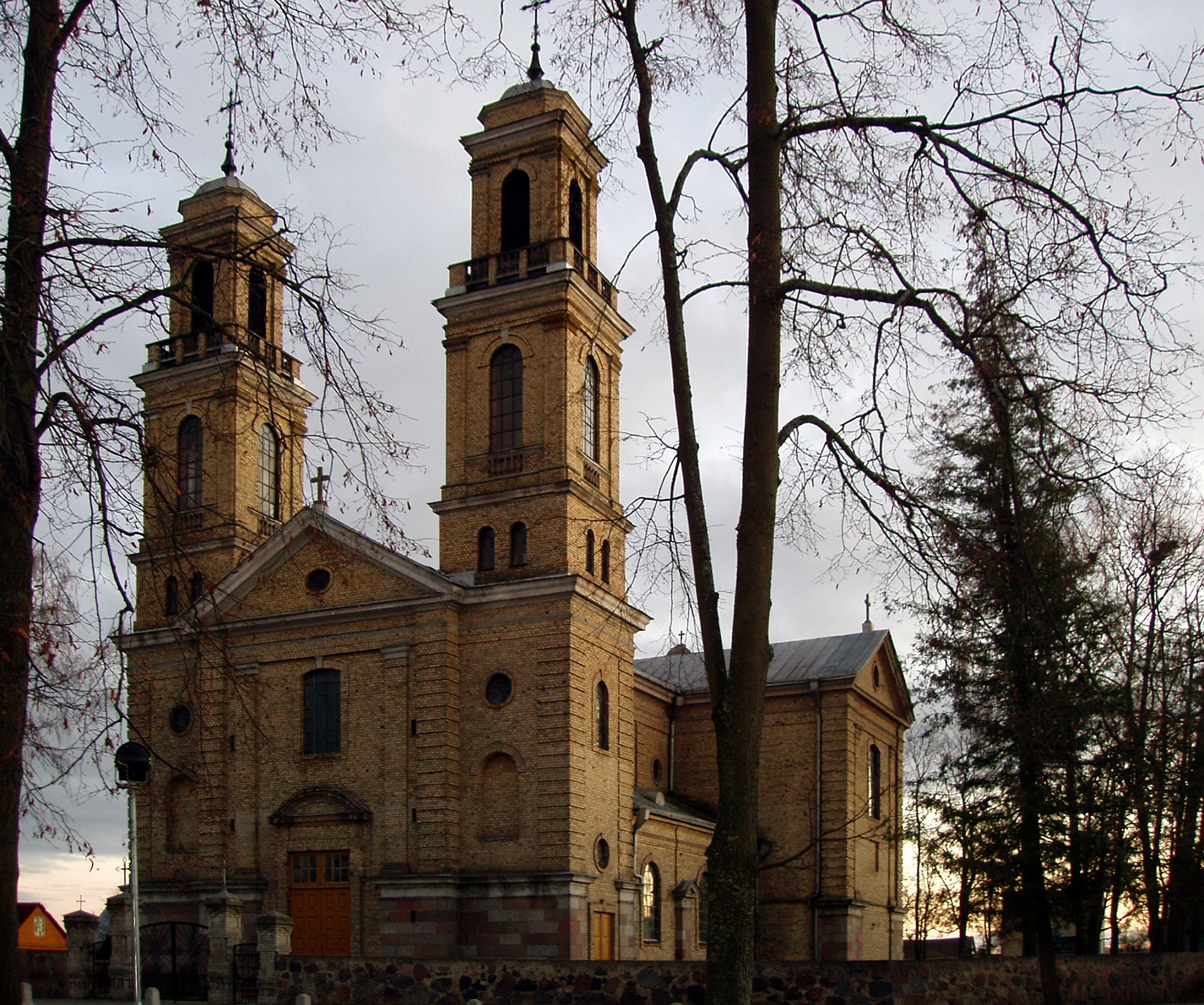
St. Anna-Kirche in Vievis

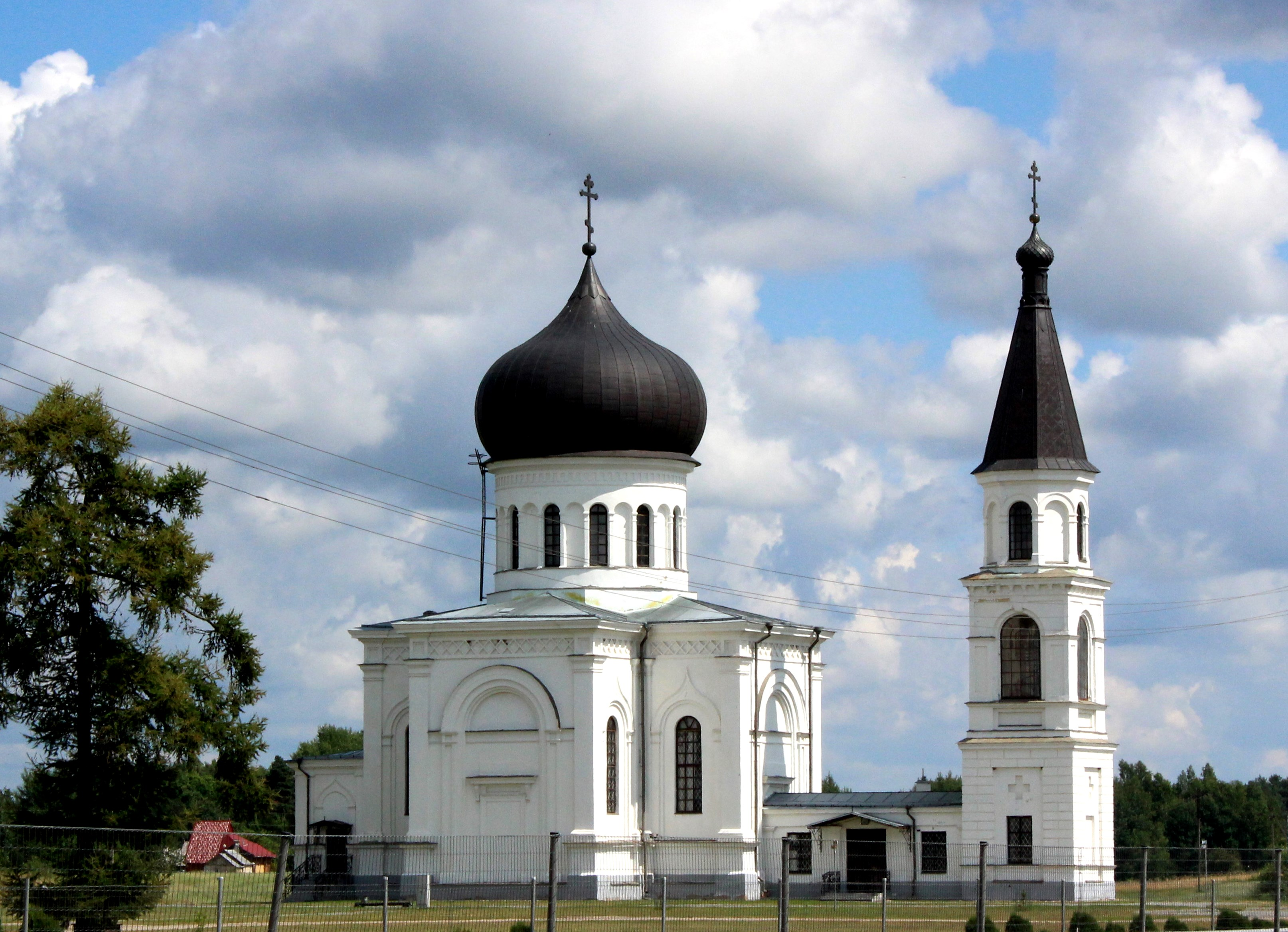
Orthodoxe Kirche Mariä Himmelfahrt in Vievis

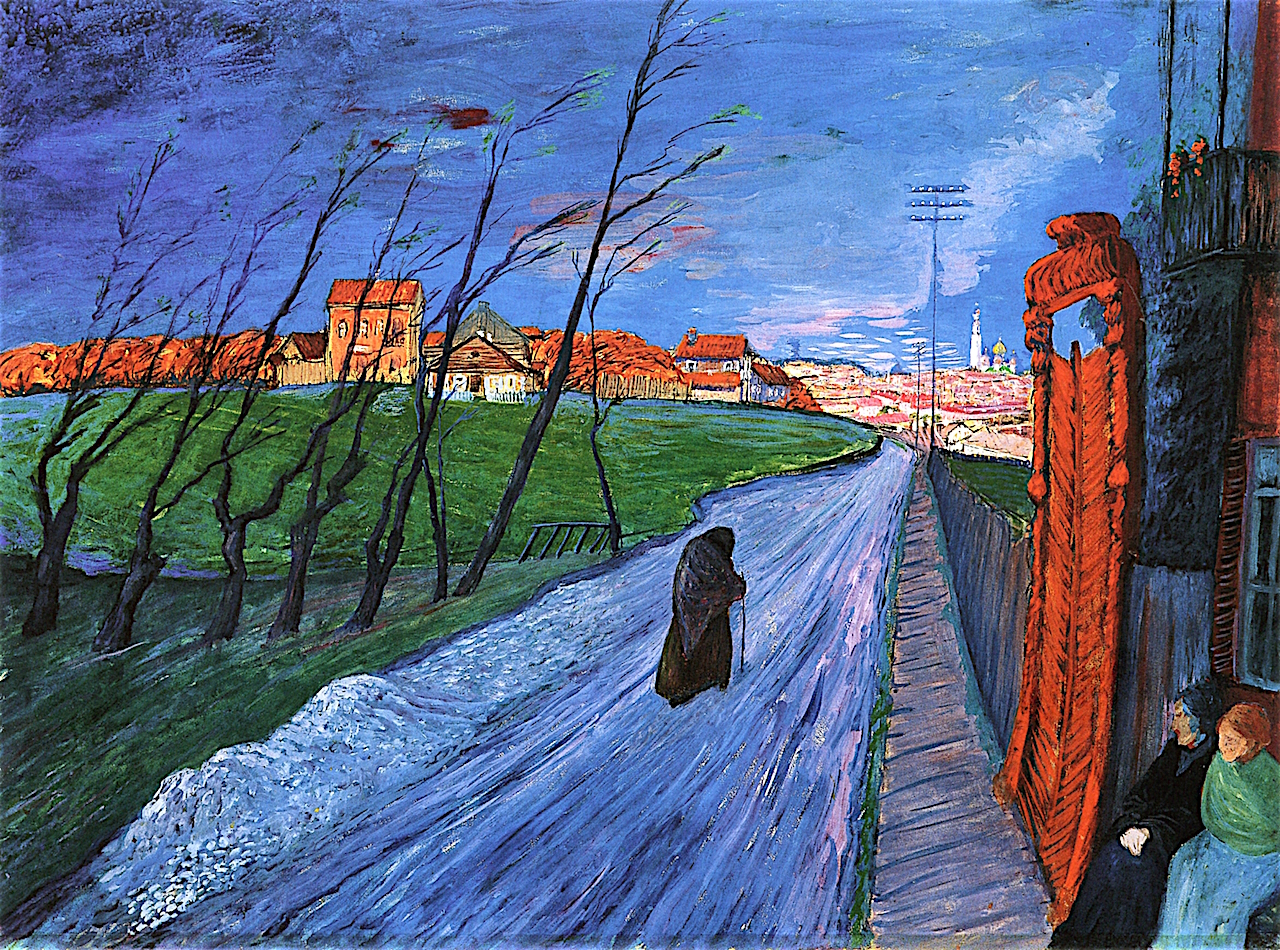
Marianne von Werefkin: Stadt in Litauen (Vievis). Gemälde, Tempera, 1910

Vievis (deutsch, 18. Jahrhundert: Wewien) ist eine Stadt und Zentrum des gleichnamigen Landamtes der Gemeinde Elektrėnai im Südosten Litauens, gelegen in einer waldreichen Gegend am gleichnamigen See Vievis. Sie zählt etwa 5.100 Einwohner und gilt aufgrund der günstigen Lage an der Schnellstraße und der Eisenbahnlinie zwischen Vilnius und Kaunas als Vorort von Vilnius, geprägt durch rege Investitions- und Bautätigkeit.

## Geschichte
Die erste bekannte Erwähnung des Ortes stammt aus dem Jahre 1539.
1931 wurde der 1908 begonnene Bau der römisch-katholischen Annenkirche Vievis vollendet. Die von 1842 bis 1843 errichtete orthodoxe Kirche Mariä Himmelfahrt befindet sich am östlichen Stadtrand von Vievis.
Das Stadtrecht wurde 1950 verliehen.
Das örtliche Gymnasium (Vievio gimnazija) pflegt seit 1991 einen Schüleraustausch mit der Stephan-Ludwig-Jacobi-Realschule in Kalletal-Hohenhausen durch die finanzielle Unterstützung der Stiftung „West-Östliche Begegnungen“. Seit dem Jahr 2015 führt die neu gegründete Gemeinschaftsschule Kalletal den Schüleraustausch fort. Die deutsch-litauischen Besuche finden fortan in einem zweijährigen Rhythmus statt.

## Persönlichkeiten
- Romanas Algimantas Sedlickas (* 1942), Jurist, Rechtsanwalt und ehemaliger Politiker
- Dainius Pulauskas (* 1960), Jazzmusiker
- Gintaras Rinkevičius (* 1960), Musiker, Gründer, Chefdirigent und Professor
- Algirdas Jurevičius (* 1972), Bischof von Telšiai